# 중력자
양자장론에서 중력자(重力子, 영어: graviton, 그라비톤) 혹은 중력알은 중력을 매개하는 가상의 입자이다. 양자장론에서는 모든 장이 입자에 대응하는데, 중력자는 시공의 계량 텐서에 해당하며, 일반 상대성 이론에 따라 에너지-운동량 텐서와 상호작용한다. 모든 입자는 에너지를 지니기 때문에, 중력자는 모든 입자와 상호작용한다. 또한 일반 상대성 이론의 중력파로 전환이 가능하다.
중력은 매우 약한 힘이어서, 중력자는 아직 실험적으로 관측할 수 없다. (관측하려면 10^18Gev의 에너지를 집중시켜야 한다. (TNT 1톤과 맞먹는 크기) 그러나 중력자의 각종 성질을 이론적으로 유추할 수 있다. 중력은 작용 거리가 무한하기 때문에, 중력자는 (광자와 같이) 질량을 가지지 않고, 빛의 속력으로 움직인다. 또한, 계수가 2인 에너지-운동량 텐서와 연관되었기 때문에 스핀이 2이다. 전하 및 색깔은 지니지 않는다.
끈이론에서는 자연스럽게 스핀이 2인 입자가 존재하는데, 이를 중력자라고 여긴다. 역사적으로, 끈이론에서의 중력자의 존재는 끈이론이 단순히 강력을 다루는 이론이 아니라, 모든 힘을 다루는 이론이라는 재해석의 중요한 근거 가운데 하나였다.

## 같이 보기
- 중력미자
- 중력 자성
- 플랑크 질량